# 小小电脑人
《小小电脑人》（又译作）是动视开发并于1985年发行的社会模拟游戏，先后登陆康懋达64、ZX Spectrum、Amstrad、Apple II、雅达利ST、Amiga等平台。
《小小电脑人》获《Zzap!64》的1985年金牌奖。